# Okres Myślibórz
Okres Myślibórz (polsky Powiat myśliborski) je okres v polském Západopomořanském vojvodství u hranic s Německem. Rozlohu má 1182,40 km² a v roce 2023 zde žilo 62 422 obyvatel. Sídlem správy okresu je město Myślibórz.

## Gminy
Městsko-vesnické:
- Barlinek
- Dębno
- Myślibórz

Vesnické:
- Boleszkowice
- Nowogródek Pomorski

## Města
- Barlinek
- Dębno
- Myślibórz

## Sousední okresy
| Růžice kompasu | Gryfino        | Pyrzyce         | Stargard           | Růžice kompasu |
| Růžice kompasu | Gryfino        | Sever           | Choszczno          | Růžice kompasu |
| Růžice kompasu | Gryfino        | Okres Myślibórz | Choszczno          | Růžice kompasu |
| Růžice kompasu | Gryfino        | Jih             | Choszczno          | Růžice kompasu |
| Růžice kompasu | Marecké Poodří | Gorzów          | Strzelce-Drezdenko | Růžice kompasu |